# Кубок Украины по мини-футболу 1992/1993
Кубок Украины по мини-футболу 1992/93 — третий розыгрыш национального кубка Украины по мини-футболу.

## Отборочные матчи
Розыгрыш кубка начался с проведения зональных кубковых турниров, проходящих в различных городах Украины, с участием следующих команд, не выступавших в высшей лиге чемпионате Украины 1992 года:
| Город проведения | Команды — участники зонального турнира |
| ---------------- | --- |
| Ивано-Франковск  | «Станислав» (Ивано-Франковск), «ГОДДО» (Харьков), «Пединститут» (Киев), «Каменяр» (Ивано-Франковск)                                                              |
| Славута          | «Славутич» (Славута), «Случ» (Ровно), «Эхо» (Харьков), «Строитель» (Ровно)                                                                                       |
| Южноукраинск     | «Олимпиец» (Южноукраинск), «Колос» (Гуляйполе), «Синтез» (Кременчуг), «Медик» (Николаев)                                                                         |
| Черкассы         | «Старт» (Черкассы), «Донбасс» (Донецк), «Металлург» (Светловодск), «Авангард» (Монастырище), «Янус» (Авдеевка), «Лира» (Киев)                                    |
| Днепропетровск   | «Нике» (Днепропетровск), «Агроуниверситет» (Днепропетровск), «Нива» (Варваровка), «Шахтер» (Павлоград), «Металлист» (Днепропетровск), «Комсомолец» (Комсомольск) |
| Херсон           | «Омета» (Херсон), «Спутник» (Херсон), «Сварщик» (Киев), «Лианда» (Запорожье)                                                                                     |
| Львов            | «Украина» (Львов), «Электрон» (Виноградов), «Электрон» (Львов)                                                                                                   |

К десяти лучшим командам по итогам зонального турнира присоединились «Искра» (Луганск), «СКИФ-Силекс» (Киев), «Надежда» (Запорожье), «Интурист» (Запорожье), «Фотоприбор» (Черкассы), «Рита» (Харьков), «Нике» (Днепропетровск), «Механизатор» (Днепропетровск),  «Авангард» (Желтые Воды), «Огнеупорщик» (Красногоровка), ДХТИ (Днепропетровск).
Участники финальных игр на кубок страны определились в четырёх городах: в Славуте, Запорожье, Черкассах и Днепропетровске. Матчи первой зоны прошли в Славуте: за две путёвки в финал боролись местный «Славутич», «Искра» (Луганск), «СКИФ-Силекс» (Киев), «Станислав» (Ивано-Франковск), «Украина» (Львов) и «Строитель» (Ровно); путёвки достались «Славутичу» и «СКИФ-Силексу». Вторая зона базировалась в Запорожье: в финал вышли «Надежда» (Запорожье) и «Донбасс» (Донецк), а кроме них участие в турнире приняли запорожские «Орбита» и «Интурист», херсонский «Спутник» и «Колос» (Гуляйполе). В Черкассах состоялись матчи третьей зоны: финалистами стали местный «Фотоприбор» и «Рита» (Харьков), опередившие харьковские «Точприбор» и «Пединститут» и херсонскую «Омету». Финалистами из четвёртой зоны, базировавшейся в Днепропетровске, стали местные «Нике» и «Механизатор», помимо которых выступали днепропетровские ДХТИ и «Агроуниверситет», харьковский «ГОДДО», «Авангард» (Жёлтые Воды) и «Огнеупорщик» (Красногоровка).

## Финальный турнир

«СКИФ-Силекс» — обладатель Кубка Украины 1993

Финальные матчи прошли 14-18 июня в киевском Дворце Спорта. Игры обслуживали арбитры Сурен Абрамян (Днепропетровск), Андрей Амосов (Днепропетровск), Тарас Клим (Ивано-Франковск), Владимир Ланин (Черкассы), Анатолий Малаховский (Запорожье).
Спонсором финальных матчей стала киевская фирма «Силекс», выделившая для проведения турнира пять миллионов рублей. Все матчи финальной серии были бесплатными, в перерыве между играми выступали популярные украинские певцы, разыгрывалась специальная лотерея. Спортсмены проживали на теплоходе «В. И. Ленин».
Команды были разбиты на две группы. В первой выступали «СКИФ-Силекс», «Фотоприбор», «Янус-Донбасс», «Механизатор», во второй — «Надежда», «Нике», «Славутич» и «Рита». В полуфинальных матчах встретились «Механизатор» и «Надежда», а также «СКИФ-Силекс» и «Рита». В первом матче, проигрывая со счётом 2:5 «Механизатор» сумел отыграться, однако в конце матча всё же уступил. Киевляне из «СКИФ-Силекс» во втором полуфинале уверенно победили со счётом 4:0.
В финальном матче за кубок страны встретились «СКИФ-Силекс» и «Надежда-Днепроспецсталь». Матч обслуживали арбитры Сурен Абрамян и Владимир Ланин. На игре присутствовало 850 болельщиков. Основное время финала завершилось вничью — 2:2, а в серии пенальти победу со счётом 3:2 одержал «СКИФ-Силекс». Игрокам победившей команды было присвоено звание «Мастер спорта Украины». Обладателями кубка стали Валерий Паламарчук, Александр Остроушко, Игорь Денисюк, Олег Давыденко, Сергей Лисенчук, Олег Адаменко, Сергей Ожегов, Александр Марцун, Андрей Чичуга, Владимир Кныш, Андрей Ярко, Александр Кондратенко, Руслан Хоботов (не принимал участия в матче из-за травмы). Тренеры: Валерий Шабельников и Владимир Залойло.